# Iglesia de San Andrés Apóstol (Miguel Esteban)
La iglesia parroquial de San Andrés Apóstol es un templo católico en la localidad española de Miguel Esteban, en la provincia de Toledo. Data del siglo XVII, siendo reconstruida sobre planta de cruz latina y naves laterales de posterior añadido. Aunque no existen datos precisos sobre su edificación, se sabe que perteneció a la Orden Militar de Santiago, cuyo priorato radicaba en Uclés, teniendo varios signos de cruces de Santiago que lo atestiguan.

## Construcción
El material utilizado es el barro, el yeso y piedras irregulares. Tan sólo la base de la torre, esquinas y fachada frontal, están construidas con piedra de sillería. El estilo de la iglesia responde a conocidos recursos de la arquitectura herreriana, arcos de medio punto, frontones, cúpula de imitación renacentista, bóveda de cañón y cornisa y ornamentos de escaso valor artístico, hechos en escayola y barro. 
Cabe resaltar el arco de piedra del pórtico de la entrada, en el que se observa una clave decorada con una hoja de acanto, acompañada de una fecha, que posiblemente esté relacionada con la época en la que pudo ser reformada o reconstruida, tras sufrir numerosos incendios. Existen otras tres fechas más, una de éstas, a la derecha del mencionada arco, otra en la cornisa del tejado de la torre-campanario, y la última, localizada tras la última restauración, en la fachada trasera, fecha más posterior que indica su reconstrucción y ampliación hace tres siglos. Cabe resaltar también, el rescatado arco de piedra, hallado al norte, junto al coro y en la nave central del templo, que es mentada en documentos[cita requerida] y conocida como Puerta del "Cementerio". Es un arco de fabricación antiquísima, posiblemente sea uno de los elementos arquitectónicos más antiguos de la iglesia. 
La nave central tiene 247 m, el crucero 105 m con dos capillas laterales y las naves laterales 90 m cada una. En los años veinte se abrió otra capilla, al final del lado norte y en la posguerra se abrieron naves laterales como continuación de los primitivos brazos del crucero. Del cabecero y nuevo crucero posterior a la estructura primitiva, prolongada hacia el este se desconoce la fecha de su reforma. 
Actualmente el primer tramo de la nave, que tuvo cúpula de media naranja, hoy con cubierta de cielo raso, es cuadrado y conserva las pechinas. Los tramos siguientes, hacia el pie de la iglesia, están cubiertos por bóveda de cañón dividida en cuatro tramos por arcos fajones con lunetos en cada uno de ellos. El coro está situado al fondo de la nave elevado sobre dos arcos rebajados que lo sujetan. 
El actual crucero se cubre por cúpula de media naranja decorada con óculos y sus brazos, iguales en tamaño al cabecero, se cubren con bóveda de lunetos de decoración geométrica del mismo estilo que la nave. 
El cabecero posee un nicho de arco de medio punto con retablo. Las naves laterales son muy desiguales en sus tramos. La primera parte, que pertenece al antiguo crucero, se cubre por bóveda de lunetos y se comunica con la nave central mediante dos arcos de medio punto en cada lado y con el resto de la lateral por otro más estrecho. Este siguiente tramo de la nave lateral sur corresponde a las antiguas capillas, la del lado sur cuadrada, con bóveda de arista y con portada de medio punto apilastrada hacia la nave central. 
Todo el interior está enlucido en blanco con cenefas, líneas de decoración y zócalo pintado en gris. Al exterior muros de sillarejo y sillares en esquinas y parte del zócalo. La torre, con tres campanas, se sitúa a los pies y se divide en tres cuerpos. El primero de sillares de piedra con pequeños huecos en uno de sus lados, el segundo del mismo material con huecos de arco de medio punto en cada una de las caras y el tercero que alberga el campanario de ladrillo con un hueco de medio punto enmarcado a eje con el hueco inferior y cubierta de teja a cuatro aguas. 
El crucero sobresale del resto de edificaciones adosadas en la cabecera y se realiza con muros de ladrillo revocados. El acceso situado en el lado sur con arco de medio punto con clave con inscripción "1695" y "1633" sobre jambas con capitel con decoración, alberga otro arco de medio punto más pequeño con puerta de madera y sobre este último escudo con la cruz de Calatrava. Al exterior la zona más deteriorada es el crucero, que aparece con pérdida de revoco y deja ver el ladrillo. Se aprecia presencia de palomas, que entran al interior de la bóveda
Debido a recientes restauraciones, se ha sustituido toda la piedra de la fachada sur por piedra nueva, y algunas reparaciones puntuales aparecen distintos tratamientos y tonalidades de piedra que desvirtúan el conjunto[cita requerida]. El último cuerpo de la torre, presenta pérdida de ladrillos y falta de material de unión. Hay zonas con restos de revoco y la cubierta de teja denota mal estado. El arco pequeño de entrada se pretende eliminar, ya que es posterior (1939) y dejar el grande que lo enmarca. Esta descripción está obsoleta, pues se trata de un informe realizado para el expediente de obras del año 2001.
- Datos: Q5909893
- Multimedia: Iglesia de San Andrés Apóstol (Miguel Esteban) / Q5909893